# Josefine Sundström

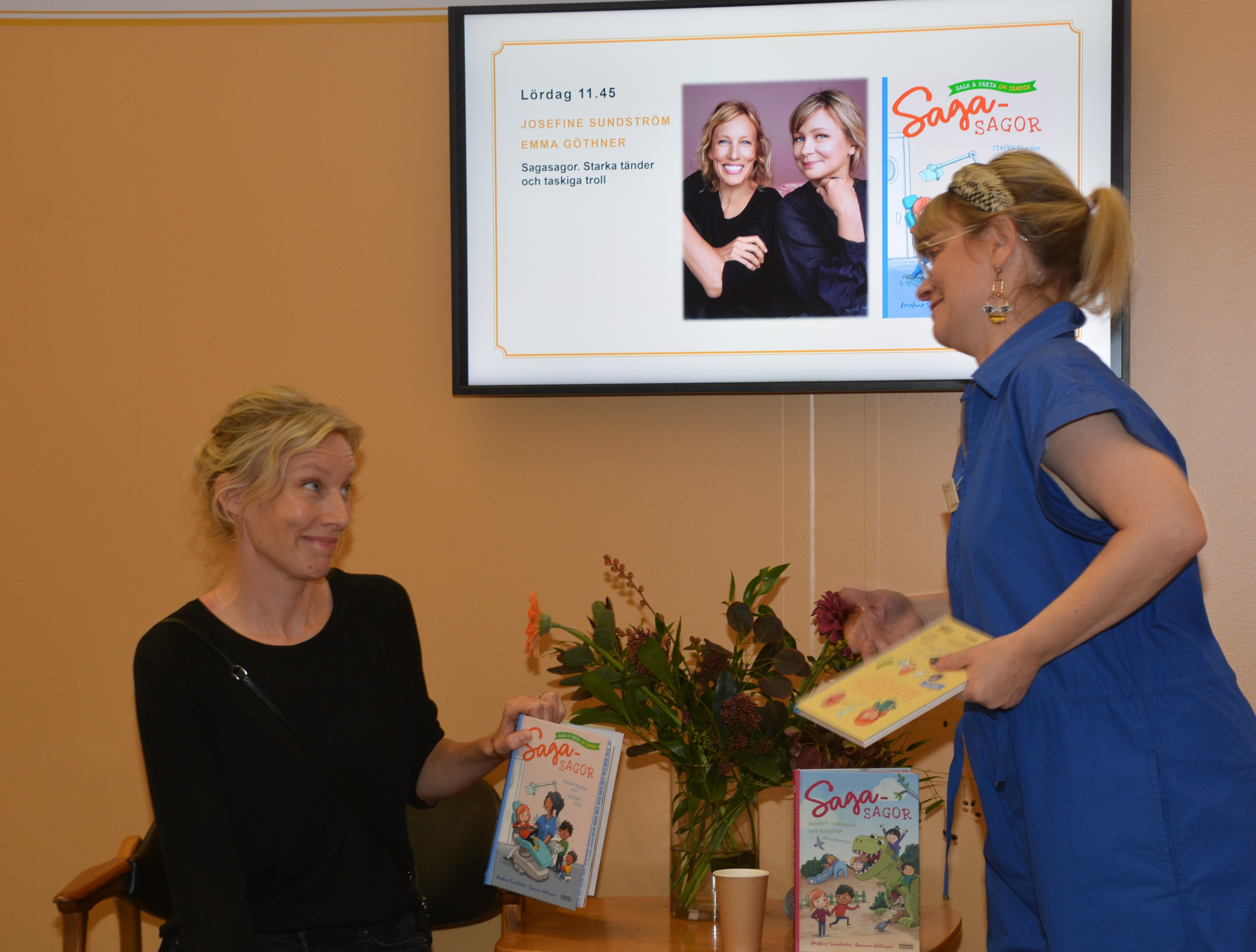
Josefine Sundström med bokillustratören Emma Göthner på Bokmässan i Göteborg 2023

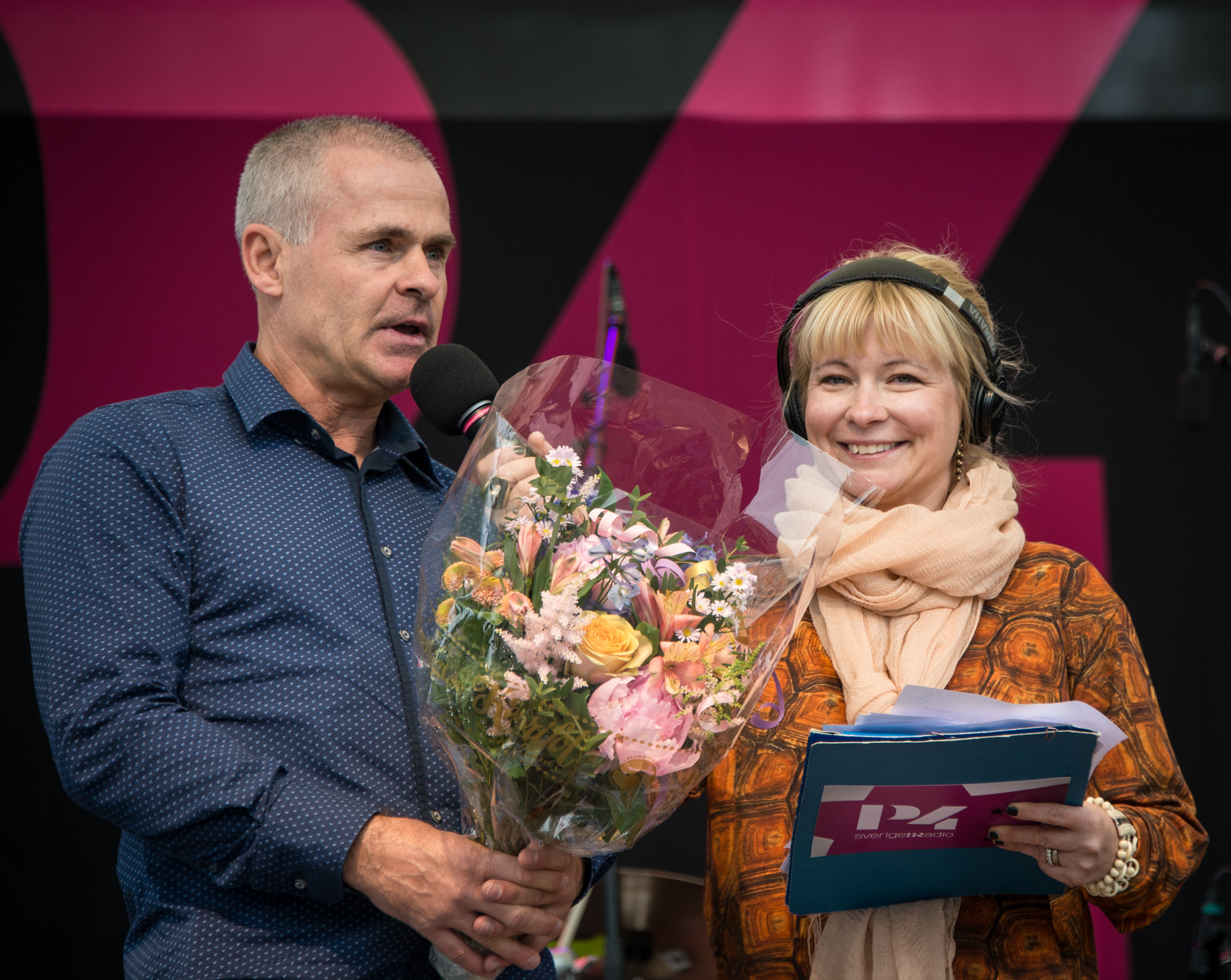
Anders Limpar intervjuas av Josefine Sundström i Kungsträdgården i Stockholm 2017.

Carola Josefine Sundström Lindberg, född 6 september 1976 i Hammarby församling och uppvuxen i Upplands Väsby norr om Stockholm, är en svensk programledare, författare, journalist, moderator och utbildad balettdansös.

## Biografi
Sundström utbildade sig på Kungliga Svenska Balettskolan i Stockholm och har arbetat som klassisk balettdansös och danspedagog. År 1999 deltog hon i Melodifestivalen i gruppen Ai med bidraget "Bilder av dig", som hamnade på en niondeplats. Samma år började hon arbeta på Sveriges Television och har där varit programledare för bland annat Voxpop och Melodifestivalen 2001, Lilla Melodifestivalen, Världens Barn,  Kristallen, Cirkusprinsessan, Säpop och Sommarlov. Hon har även lett bland annat Juniorjeopardy och När och fjärran, Dunka dunka i TV4 och Stjärnkockarna i TV3. Josefine Sundström har varit krönikör för bland annat Aftonbladet Söndag och Damernas Värld. Sundströms barnböcker Sagasagor har blivit animerad tv-serie, nominerad till Kristallen 2019 och 2020. 
År 2002 gav hon ut singeln "You Better Run" och året därpå kom singeln "Bring some flowers".
Sedan 2012 är Josefine Sundström programledare på Sveriges Radio. Där hörs hon bland annat i Vi i Femman och i morgonprogrammet P4 Stockholm.
Sundström var svensk kommentator för Eurovision Song Contest 2013 i Malmö.
Sundström är gift med mediakonsulten och journalisten Klas Lindberg (född 1975). Paret har två döttrar. 

### Författarskap
I augusti 2010 utkom hennes debutroman, Vinteräpplen. Boken bygger delvis på Sundströms släkts berättelser från finländska Kaskö. I augusti 2012 utkom hennes andra roman, Boel och Oscar. 
Sundström är författare till barnboksserien Sagasagor. Första boken Sagasagor: Studsmatta, Simskola och en borttappad tigertass utkom 2016. Boken utsågs samma år till Årets bästa barnbok av Bokhandelsmedhjälpareföreningen. Därefter har en rad berättelser utkommit på Bonnier Carlsen.  I maj 2017 utkom Sagasagor: Fiffiga kroppen och finurliga knoppen; boken tar upp barns hälsa. I september 2018 släpptes Boken om att gå på förskolan.
Sagasagor är illustrerade av Emma Göthner.  Serien har blivit radioföljetong i Sveriges Radio. Böckerna har även blivit och tv-serie för Viaplay. Sagasagor som TV-serie nominerades till TV-priset Kristallen år 2019 och år 2020. Böckerna är översatta till ett flertal språk och är utgivna i flera länder.

## TV-program
- 1997–1999 – Bingolotto, TV4 ( "Bingo-Berra")
- 1999–2002 – Voxpop / Voxtop, SVT
- 2001 – Melodifestivalen, SVT (programledare)
- 2000–2001 – Jukebox, SVT (programledare)
- 2002 – Lilla Melodifestivalen 2002, SVT (programledare)
- 2002 – Junior-Jeopardy, TV4[6]
- 2002 – DunkaDunka, TV4[7]
- 2002 – Diggiloo, SVT (gäst hösten 2002)
- 2003 – När & fjärran, TV4
- 2003 — Fångarna på fortet, TV4 (deltagare)
- 2003–2005 – Combo, SVT
- 2004 – Säpop, SVT
- 2005 – Klara, färdiga, gå! Kristallen, SVT.
- 2007 – Lilla Melodifestivalen 2007, SVT (programledare)[8]
- 2008 – Stjärnor på is, TV4 (deltagare)
- 2013 – Programledare Melodifestivalen, Andra Chansen. Kommentator för Sverige i Eurovision Song Contest 2013
- Finland 100 år. Sveriges Radio och SVT. 2017.
- 2023 – Hela kändis-Sverige bakar – säsong 10
- 2024 - Morgonstudion, SVT1

## Andra insatser
- Melodifestivalen 2005 (Jurydeltagare de första två deltävlingarna)
- Programledare för Aftonbladet TV 2010, Kronprinsessans bröllop
- Väsby Melodifestival 2012 (Konferencier, meloditävling för personer med funktionsnedsättning)